# Ferdinand Poise
Ferdinand Poise   (Nimes, 3 de juny de 1828 - París, 13 de maig de 1892) va ser un compositor francès, autor de l'opèra-còmica per al qual va escriure els llibrets o va participar en la redacció.
Fou deixeble d'A. Adam i de Zimmermann, i el 1852 aconseguí el segon Prix de Rome. Compositor hàbil i inspirat, les seves obres es distingeixen per la seva elegància i gràcia melòdica.
Les seves obres principals són:
- Bonsoir voisin, representat el 18 de setembre de 1853 al "Théâtre Lyrique"
- Les Charmeurs, representada el 17 de març de 1855 al "Théâtre Lyrique" de Paris
- Thé de Polichinelle, que es va representar el 4 de març de 1856 als "Bouffes-Parisiens"
- Le Roi Don Pèdre", realitzat el 30 de setembre de 1857
- Le Jardinier galant, presentat el 4 de març de 1861 al Théâtre national de l'Opéra-Comique
- La Poularde de Caux, realitzada el 17 de maig de 1861, al Palais Royal (en col·laboració amb Bazille, Clapisson, Gautier, Gevaert, Mangeant)
- Les Absents, presentada el 26 d'octubre de 1864 al Théâtre de l'Opéra-Comique
- Jean Noël, representat el 1865
- Les moissoneurs (catana), 15 d'agost de 1866
- Le Corricolo, escenificat el 28 de novembre de 1868 al Théâtre de l'Opéra-Comique à Paris
- Les Deux billets, organitzat el 19 de febrer de 1870 al Théâtre de l'Athénée
- Les Trois souhaits, que es va representar el 29 d'octubre de 1873 al Théâtre de l'Opéra-Comique
- La Surprise de l'amour, presentada el 31 d'octubre de 1877 al Théâtre de l'Opéra-Comique
- La Cigale et la fourmi, representada el 1877
- La Dame de compagnie, representada el 1877
- L'Amour médecin, organitzada el 20 de desembre de 1880 al Théâtre de l'Opéra-Comique
- La Reine d'une heure
- Joli-Gilles, representat el 1884
- Le Médecin malgré lui, actuat el 1887 a París
- Carmosine, representada el 1928 a Montecarlo
- la cantat Les moissonneurs (1866)
- l'oratori Santa cecília (1888), etc.